# Île de la Vierge
Île de la Vierge är en ö i Antarktis. Den ligger i havet utanför Östantarktis. Frankrike gör anspråk på området.